# Albany (Wyoming)
Albany – jednostka osadnicza w Stanach Zjednoczonych, w stanie Wyoming, w hrabstwie Albany.